# Kech
Kech (Urdu: ضلع کیچ) is een district in de Pakistanse provincie Beloetsjistan. De hoofdplaats is Kech met ongeveer 213.000 inwoners.

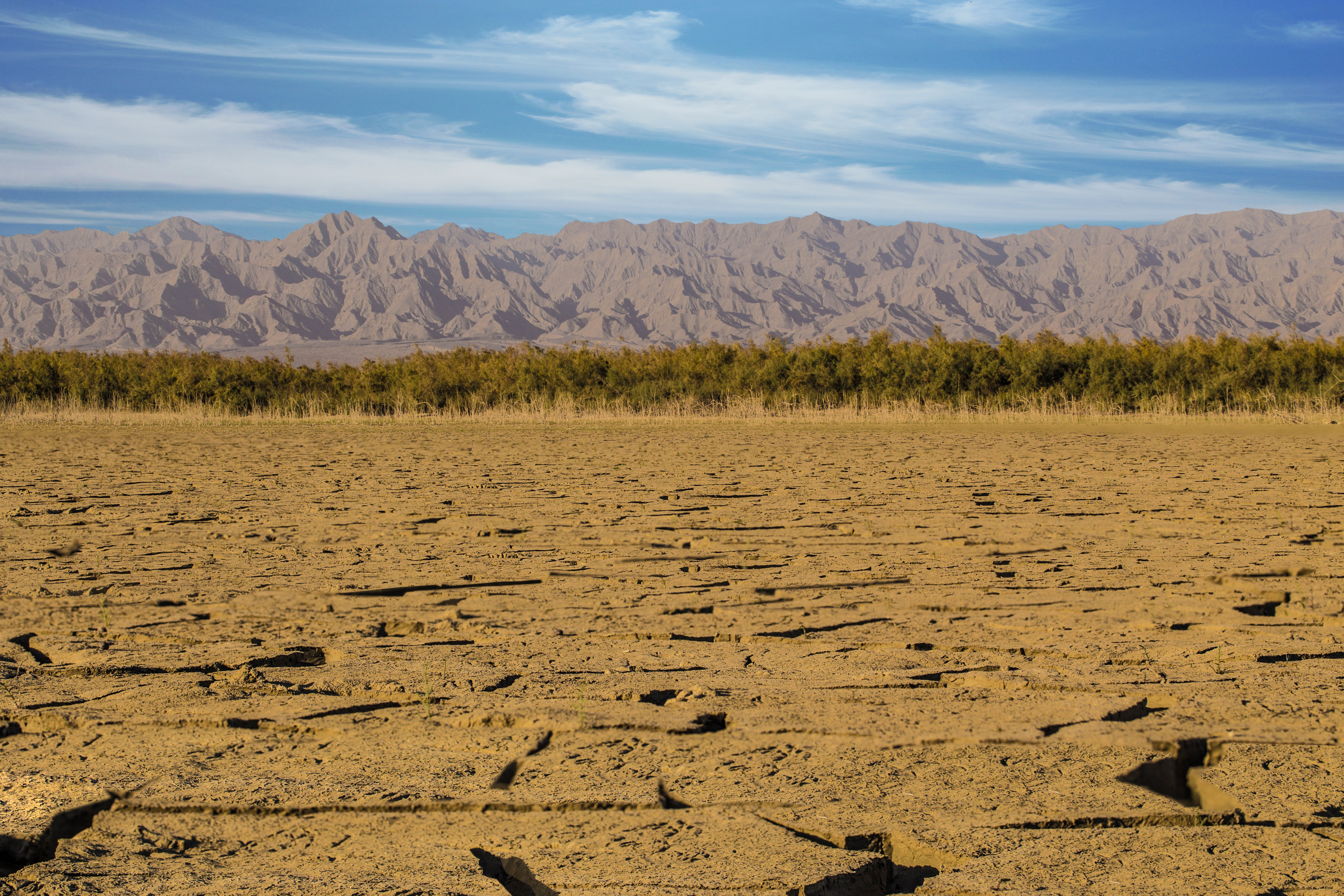
Opgedroogde waterdam nabij Turbat

## Bevolking
In 2023 telde het district Kech 1.060.931 inwoners. Van de bevolking leefde het overgrote deel op het platteland: 606.980 inwoners (66,8%). De urbanisatiegraad bedroeg 33,2% (oftewel 302.136 personen). De bevolking bestaat vooral uit Beloetsjen.
| Bevolking (1972) | Bevolking (1981) | Bevolking (1998) | Bevolking (2017) |
| ---------------- | ---------------- | ---------------- | ---------------- |
| 147.978          | 379.467          | 413.204          | 909.116          |

In 1998 kon slechts 28% van de bevolking lezen en schrijven: 38% van de mannen en 16% van de vrouwen. In 2012 werd de alfabetismegraad op 40% geschat door de Pakistaanse autoriteiten: 62% onder mannen en 18% onder vrouwen.

## Tehsils
| Tehsil    | Bevolking (2017) |
| --------- | ---------------- |
| Balnigore | 45.065           |
| Bulaida   | 77.115           |
| Dasht     | 77.291           |
| Hoshab    | 51.446           |
| Kech      | 417.898          |
| Mand      | 50.815           |
| Tump      | 146.286          |
| Zamoran   | 43.200           |